# Cuba Gooding Jr.
 (mars 2019).
Si vous disposez d'ouvrages ou d'articles de référence ou si vous connaissez des sites web de qualité traitant du thème abordé ici, merci de compléter l'article en donnant les références utiles à sa vérifiabilité et en les liant à la section « Notes et références ».
Cuba Michael Gooding, Jr. est un acteur et producteur de cinéma américain, né le 2 janvier 1968 dans le Bronx à New York.
Après son rôle de Tre Styles dans Boyz n the Hood (1991), il remporte l'Oscar du meilleur second rôle dans Jerry Maguire (1996), dans lequel il incarne une star du football. Parmi ses autres films notables figurent Alerte ! (1995), Pour le pire et pour le meilleur (1997), Au-delà de nos rêves (1998), Men of Honor (2000), Pearl Harbor (2001), Cash Express (2001), The Fighting Temptations (2003), Radio (2003), American Gangster (2007), L'Escadron Red Tails (2012), Le Majordome  (2013) et Selma (2014). Il a fait la voix de Buck le cheval dans le long métrage d'animation La ferme se rebelle (2004).
Pour son interprétation d'O. J. Simpson dans la série dramatique de FX The People American Crime Story (2016), il a été nommé au Primetime Emmy Award du meilleur acteur principal dans une série limitée ou un film, et a joué dans la série FX American Horror Story : Roanoke (2016). Il a joué le rôle de Billy Roberts dans le film de HBO The Tuskegee Airmen (1995), et celui du Dr Ben Carson dans le film de TNT Gifted Hands (2009).
En 2013, Gooding Jr. fait ses débuts à Broadway en jouant Ludie Watts dans la reprise de la pièce de Horton Foote The Trip to Bountiful. En 2018, il joue le rôle de Billy Flynn dans la comédie musicale Chicago, à la fois dans le West End et à Broadway.

## Biographie

### Jeunesse et début
Cuba Gooding Jr est né le 2 janvier 1968 dans le Bronx à New York. Ses deux parents, Shirley Sullivan et Cuba Gooding Sr, sont chanteurs. Son père chante pour le groupe de soul The Main Ingredient. Gooding a trois frères et sœurs. Son grand-père paternel, Dudley MacDonald Gooding, est originaire de la Barbade. Sa famille déménage à Los Angeles en 1972 après le tube du groupe de son père "Everybody Plays the Fool". Gooding est élevé par sa mère et fréquente quatre lycées différents : North Hollywood High School, Tustin High School, Apple Valley High School et John F. Kennedy High School à Granada Hills (Los Angeles). Il devient chrétien à 13 ans.

### Carrière
Après avoir fait ses premières armes dans les séries télévisées dont deux épisodes du Capitaine Furillo (Hill Street Blues) en 1987 et quatre épisodes de Mac Gyver entre 1989 et 1991, Cuba Gooding, Jr. fait son premier passage, en 1988, sur grand écran dans le film d'aventure Un prince à New York (Coming to America) de John Landis, où il tient un petit rôle aux côtés d'Eddie Murphy. Il enchaîne, ensuite, les rôles secondaires dans de grosses productions comme Des hommes d'honneur (A Few Good Men) de Rob Reiner (1992) et Alerte ! (Outbreak) de Wolfgang Petersen (1995).

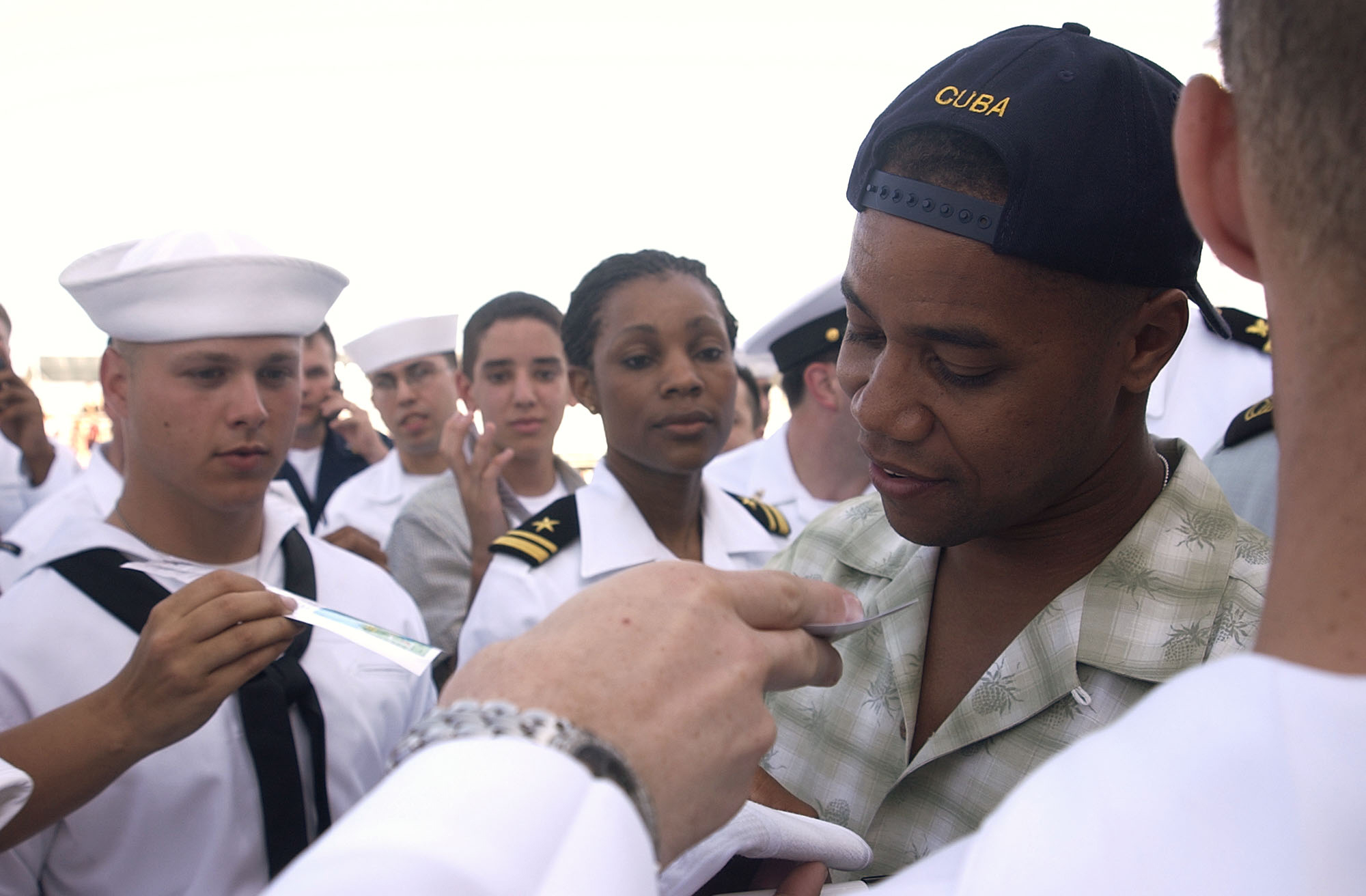
En pleine séance d'autographes

L’année 1997 marque un tournant dans sa carrière lorsqu'il remporte l’Oscar du meilleur acteur dans un second rôle pour Jerry Maguire de Cameron Crowe. Dans ce film, il incarne un footballeur professionnel, Rod Tidwell, qui rend la vie dure à son agent, incarné par Tom Cruise.
Bien reçu par la critique, il reçoit plusieurs prix : le Screen Actors Guild Award, le Chicago Film Critics Award, le Broadcasters Film Critics Award, le Blockbuster Entertainement Award, le Black Oscars Award et le Americain Comedy Award, tous pour le meilleur acteur dans un second rôle. Il a aussi été nommé pour le Golden Globe et honoré du prestigieux ShowWest Award, ainsi que le NAACP Image Award comme acteur d'exception.
Depuis, il joue dans des genres très divers allant de la comédie telle que Pour le pire et pour le meilleur (As Good as It Gets) de James L. Brooks (1997) et au thriller comme Instinct de Jon Turteltaub (1999) en passant par le film de guerre, Pearl Harbor de Michael Bay (2001) et le drame à l’exemple des Chemins de la dignité (Men of Honor) de George Tillman Jr. (2000), Radio de Michael Tollin (2003) sans même oublier le dessin animé La ferme se rebelle (Home on the Range) de Will Finn et John Sanford (2004).
En 2002, il obtient son étoile sur le Walk of Fame d'Hollywood.
À partir de 2005, il se cantonne principalement aux films d'action dont la plupart sont des Direct To Video (DTV).

### Affaires judiciaires
Le 13 juin 2019, Cuba a été inculpé de délit d'attouchements forcés et d'abus sexuels au troisième degré à New York en relation avec un incident au cours duquel il a peloté une femme dans un bar de Times Square. Le 10 octobre, il a été inculpé d’une accusation distincte et supplémentaire d’abus sexuel. En août 2020, 30 femmes avaient accusé Cuba d'attouchements sexuels non désirés.
Cuba a été officiellement inculpé de trois incidents, chacun entraînant des accusations de délit d'attouchements forcés et d'abus sexuels au troisième degré.
Le 19 août 2020, une femme a intenté une action en justice contre Cuba, l'accusant de l'avoir violée en 2013 à New York. Les deux parties sont parvenues à un accord de règlement le 6 juin 2023. Malgré le règlement, les avocats de Gooding ont insisté sur le fait que lui et la femme avaient eu des relations sexuelles consensuelles et que la femme s'était ensuite vantée auprès des autres d'avoir eu des relations sexuelles avec une célébrité.
Le 12 avril 2022, Cuba Gooding a plaidé coupable d'avoir attouché de force une femme dans une discothèque de New York en 2018, disant au juge qu'il « avait embrassé la serveuse sur les lèvres » sans son consentement. Il a également admis les deux autres incidents présumés de contacts non consensuels, qui a eu lieu en octobre 2018 et juin 2019.
Le 26 février 2024, Cuba Gooding a été mentionné dans un procès pour agression sexuelle intenté contre Sean Combs par le producteur de musique Rodney Jones. Le procès alléguait que Cuba avait « tâtonné et caressé Rodney Jones de manière non consensuelle ». Le 26 mars 2024, Jones a modifié le procès pour inclure Gooding comme coaccusé,.

## Filmographie

### Acteur

#### Films
- 1988 : Un prince à New York (Coming to America) de John Landis : le client du coiffeur
- 1989 : Sing de Richard J. Baskin : Stanley
- 1991 : Boyz n the Hood de John Singleton : Tré Styles
- 1992 : Gladiator de Rowdy Herrington : Abraham Lincoln Haines
- 1992 : Des hommes d'honneur de Rob Reiner : Cpl. Carl Hammaker
- 1993 : La Nuit du jugement de Stephen Hopkins : Mike Peterson
- 1994 : Jack l'Éclair de Simon Wincer : Ben Doyle
- 1994 : Blown Away de Stephen Hopkins : l'élève de la classe de déminage
- 1995 : Alerte ! de Wolfgang Petersen : Maj. Salt
- 1995 : Losing Isaiah : Les Chemins de l'amour (Losing Isaiah), de Stephen Gyllenhaal : Eddie Hughes
- 1996 : Jerry Maguire de Cameron Crowe : Rod Tidwell
- 1997 : Dead End de Sondra Locke : Liquor Store Clerk
- 1997 : Pour le pire et pour le meilleur de James L. Brooks : Frank Sachs
- 1998 : Au-delà de nos rêves de Vincent Ward : Albert Lewis
- 1998 : Welcome to Hollywood d'Adam Rifkin et Tony Markes : lui-même
- 1999 : A Murder of Crows de Rowdy Herrington : Lawson Russell
- 1999 : Instinct de Jon Turteltaub : Theo
- 1999 : 50 degrés Fahrenheit de Hugh Johnson : Arlo
- 2000 : Les Chemins de la dignité de George Tillman Jr. : Senior Chief Carl Brashear
- 2001 : Pearl Harbor de Michael Bay : Petty Officer Doris Miller
- 2001 : Cash Express de Jerry Zucker : Owen Templeton
- 2001 : L'Ultime Cascade de Ric Roman Waugh : Draven
- 2001 : Zoolander de Ben Stiller (caméo)
- 2002 : Chiens des neiges (Snow Dogs) de Brian Levant : Dr Ted Brooks
- 2002 : Croisière en folie (Boat Trip) de Mort Nathan : Jerry Robinson
- 2003 : The Fighting Temptations de Jonathan Lynn : Darrin Hill
- 2003 : Radio de Michael Tollin : Radio
- 2004 : La ferme se rebelle de Will Finn et John Sanford : Buck (voix)
- 2005 : Shadowboxer de Lee Daniels : Mikey
- 2005 : Dirty de Chris Fisher : l’officier Salim Adel
- 2006 : Complot à la Maison-Blanche (End Game) de Andy Cheng : Alex Thomas
- 2007 : Norbit de Brian Robbins : Deion Hughes
- 2007 : What Love Is de Mars Callahan
- 2007 : École paternelle 2 de Fred Savage : Charlie Hinton
- 2007 : American Gangster de Ridley Scott : Nicky Barnes
- 2008 : Hero Wanted de Brian Smrz : Liam Case
- 2008 : Line watch de Kevin Bray
- 2008 : Harold de T. Sean Shannon : Cromer
- 2009 : The Devil's Tomb de Jason Connery : Mack
- 2009 : Hardwired de Ernie Barbarash : Luke Gibson
- 2009 : Double illusion (Lies and Illusions) de Tibor Takács
- 2009 : Engrenage mortel de Franck Khalfoun
- 2010 : Retour mortel de Ernie Barbarash
- 2011 : The Hit List de William Kaufman
- 2012 : Red Tails d'Anthony Hemingway
- 2012 : Shoot the killer de William Kaufman
- 2012 : Guiltry de McG
- 2013 : Something Whispered de Peter Cousens
- 2013 : Le Majordome (The Butler) de Lee Daniels : Carter Wilson
- 2013 : Machete Kills de Robert Rodriguez : Camaleon
- 2015 : Selma d'Ava DuVernay : Fred Gray
- 2018 : Bayou Caviar de Cuba Gooding Jr. : Rodney Jones
- 2020 : La vie en un an (Life in a Year) de Mitja Okorn : Xavier

#### Téléfilms
- 1992 : Murder Without Motive: The Edmund Perry Story : Tyree
- 1993 : Daybreak de Stephen Tolkin : Torch
- 1995 : Pilotes de choix de Robert Markowitz : Billy Roberts
- 2009 : Des mains en or de Thomas Carter : Ben Carson
- 2009 : Way of War (The Way of War) de Jon Carter
- 2011 : Sacrifice de Damian Lee
- 2012 : Adolescentes en sursis (Firelight) de Darnell Martin
- 2013 : Le Meurtrier de minuit (Summoned) de Peter Sullivan
- 2013 : Meurtre à double face (Deception) de Brian Trenchard-Smith : John Nelson
- 2013 : Life of a King de Jake Goldberger : Eugene
- 2014 : Freedom de Peter Cousens : Samuel

#### Séries télévisées
- 1986 : Better Days : Bully
- 1987 : Capitaine Furillo (Hill Street Blues) : un voyou / Ethan Dillon
- 1988 : CBS Schoolbreak Special : Paul
- 1988 : Amen : Kenny
- 1989-1991 : MacGyver : Billy Colton
- 1993 : Le Retour des Incorruptibles (The Untouchables) : Tommy Taylor
- 2015 : Empire : Dwayne « Puma » Robinson
- 2015 : The Book of Negroes : Sam Fraunces
- 2015 : Forever : Isaac Monroe
- 2016 : American Crime Story : L'affaire O.J Simpson : O.J. Simpson
- 2016 : American Horror Story: Roanoke : Dominic Banks / Matt Miller

### Producteur
- 1999 : Murder of Crows (A Murder of Crows)

## Récompenses
- 1997 : Oscar du meilleur acteur dans un second rôle pour Jerry Maguire
- 2013 : Meilleur acteur dans une mini-série télévisée ou téléfilm au NAACP Image Awards pour Hallmark Hall of Fame’s Firelight

## Voix francophones
En France, Thierry Desroses est la voix française régulière de Cuba Gooding Jr.. Julien Kramer, Bruno Dubernat et David Krüger l'ont également doublé respectivement à huit, quatre et trois reprises.
Au Québec, il est régulièrement doublé par Pierre Auger.